# Saint-Georges (Passo di Calais)
Saint-Georges è un comune francese di 308 abitanti situato nel dipartimento del Passo di Calais nella regione dell'Alta Francia.

## Società

### Evoluzione demografica
Abitanti censiti